# Adarrus messinicus
Adarrus messinicus är en insektsart som beskrevs av Dlabola 1980. Adarrus messinicus ingår i släktet Adarrus och familjen dvärgstritar. Inga underarter finns listade i Catalogue of Life.